# Semoussac
Semoussac és un municipi francès situat al departament del Charente Marítim i a la regió de la Nova Aquitània. L'any 2007 tenia 266 habitants.

## Demografia

### Població
El 2007 la població de fet de Semoussac era de 266 persones. Hi havia 116 famílies de les quals 32 eren unipersonals (8 homes vivint sols i 24 dones vivint soles), 48 parelles sense fills, 32 parelles amb fills i 4 famílies monoparentals amb fills.
La població ha evolucionat segons el següent gràfic:
Habitants censats

### Habitatges
El 2007 hi havia 157 habitatges, 117 eren l'habitatge principal de la família, 27 eren segones residències i 13 estaven desocupats. 151 eren cases i 4 eren apartaments. Dels 117 habitatges principals, 100 estaven ocupats pels seus propietaris, 12 estaven llogats i ocupats pels llogaters i 5 estaven cedits a títol gratuït; 7 tenien dues cambres, 15 en tenien tres, 41 en tenien quatre i 54 en tenien cinc o més. 105 habitatges disposaven pel capbaix d'una plaça de pàrquing. A 52 habitatges hi havia un automòbil i a 55 n'hi havia dos o més.

### Piràmide de població
La piràmide de població per edats i sexe el 2009 era:
| Homes | Edats   | Dones |
| ----- | ------- | ----- |
| 0     | 95 o +  | 0     |
| 0     | 90 a 94 | 0     |
| 0     | 85 a 89 | 4     |
| 0     | 80 a 84 | 0     |
| 4     | 75 a 79 | 12    |
| 8     | 70 a 74 | 8     |
| 4     | 65 a 69 | 4     |
| 8     | 60 a 64 | 4     |
| 12    | 55 a 59 | 16    |
| 4     | 50 a 54 | 8     |
| 8     | 45 a 49 | 8     |
| 4     | 40 a 44 | 8     |
| 8     | 35 a 39 | 8     |
| 4     | 30 a 34 | 8     |
| 12    | 25 a 29 | 4     |
| 8     | 20 a 24 | 0     |
| 4     | 15 a 19 | 16    |
| 4     | 10 a 14 | 0     |
| 0     | 5 a 9   | 0     |
| 0     | 0 a 4   | 16    |

## Economia
El 2007 la població en edat de treballar era de 170 persones, 102 eren actives i 68 eren inactives. De les 102 persones actives 91 estaven ocupades (53 homes i 38 dones) i 11 estaven aturades (4 homes i 7 dones). De les 68 persones inactives 34 estaven jubilades, 14 estaven estudiant i 20 estaven classificades com a «altres inactius».

### Ingressos
El 2009 a Semoussac hi havia 126 unitats fiscals que integraven 280 persones, la mediana anual d'ingressos fiscals per persona era de 13.970 €.

### Activitats econòmiques
Dels 3 establiments que hi havia el 2007, 1 era d'una empresa de comerç i reparació d'automòbils, 1 d'una empresa d'hostatgeria i restauració i 1 d'una empresa de serveis.
L'any 2000 a Semoussac hi havia 19 explotacions agrícoles que ocupaven un total de 559 hectàrees.

## Poblacions més properes
El següent diagrama mostra les poblacions més properes.